# Bad Joke
Bad joke este al treilea maxi-single al trupei Paraziții, lansat la data de 4 noiembrie 2002, la casa de discuri Rebel Music.

## Ordinea pieselor[3]
| Nr. | Titlu                            | Text      | Lungime |  |
| 1.  | „Bad joke (Album version)”       | Paraziții | 4:20    |  |
| 2.  | „Bad joke (Instrumental)”        |           | 4:20    |  |
| 3.  | „Bad joke (Acapella)”            | Paraziții |         |  |
| 4.  | „Bad joke (Radio version)”       | Paraziții | 3:23    |  |
| 5.  | „Orice-ar fi (Rmx)”              | Paraziții |         |  |
| 6.  | „Orice-ar fi (Instrumental rmx)” | Paraziții |         |  |